# Rosemary Leach
Rosemary Anne Leach  (* 18. Dezember 1935 in Much Wenlock, Shropshire, England; † 21. Oktober 2017 in London, England) war eine britische Schauspielerin.

## Leben

### Familie und Ausbildung
Rosemary Leach wurde als zweite Tochter des Lehrerehepaars Sidney und Mary Leach (geb. Parker) geboren. Ihr Vater war Rektor (Headteacher), und gleichzeitig Organist und Chorleiter an der Dorfschule in Diddlebury, in der Nähe von Ludlow. Ihre Eltern waren Anhänger des britischen Ethnosoziologen und Sozialanthropologen Edmund Leach. Sie besuchte die Oswestry School, wo sie insbesondere in der Theaterklasse positiv auffiel. Nach ihrem Schulabschluss arbeitete sie kurzzeitig als Schuhverkäuferin bei der Warenhauskette John Lewis in deren Filiale in Reading. Im Alter von 18 Jahren ging sie nach London, um an der Royal Academy of Dramatic Art (RADA) Schauspiel zu studieren. 1955 schloss sie dort ihre Ausbildung ab.

### Theater
Nach ihrem Schauspieldiplom wurde sie sofort an verschiedene kleine, regionale Repertoiretheater (Repertory Companies) in Amersham, Buckinghamshire, und anschließend in Coventry engagiert, wo sie insgesamt etwa zwei Jahre spielte. Anfang der 1960er Jahre erhielt sie größere Rollen an Repertoiretheatern in Liverpool und Birmingham, wo u. a. Bernard Hepton und Derek Jacobi ihre Partner waren. Sie hatte in den 1960er Jahren Engagements am Birmingham Repertory Theatre (Spielzeit 1961/62), am Liverpool Playhouse (1962) und, in der Spielzeit 1964/65, am Little Theatre in Bristol.
Nachdem sie anschließend hauptsächlich für das Fernsehen gearbeitet hatte, nahm sie in den 1970er Jahren ihre Bühnenkarriere wieder auf. 1973 trat sie am Birmingham Repertory Theatre als Tänzerin Miss Adelaide im Musical Guys and Dolls auf; 1974 folgte dort die Titelrolle in Hedda Gabler. 1976 gehörte sie zum Anfangsensemble des von dem britischen Schauspieler und Regisseur George Murcell neugegründeten St George’s Theatre, in Tufnell Park im Norden Londons, das sich hauptsächlich der Pflege des Werks von William Shakespeare widmete. Dort spielte Leach u. a. die Amme in Romeo und Julia (1976), die Königin Elisabeth in Richard III. (1976) und Rosalinde in Wie es euch gefällt (1979). Sie hatte außerdem Engagements am Queen’s Theatre, London (1977) und am Greenwich Theatre, London (1979).
In der Spielzeit 1981/82 übernahm sie Ambassadors Theatre, London die weibliche Hauptrolle in dem Zwei-Personenstück 84 Charing Cross Road, das die Brieffreundschaft der US-amerikanischen Bühnenschriftstellerin Helene Hanff mit dem Londoner Antiquariatsbuchhändler Frank Doel in den Jahren von 1949 bis 1969 schildert. Für ihre Darstellung erhielt sie 1982 den Olivier Award als „Beste Schauspielerin“ in der Kategorie „Best Actress in a New Play“.
Nach über zehn Jahren Unterbrechung betrat sie in den 1990er Jahren noch einmal die Theaterbühne im Londoner West End. Unter der Regie von Sir Peter Hall spielte sie in Terence Rattigans Theaterstück Separate Tables (dt. Titel: Getrennte Tische, auch Getrennt von Tisch und Bett) die Rolle der Mrs. Railton-Bell, die sich von einer aufrechten Verfechterin der Moral zu einer bigotten Figur wandelt; ihre Partner in dieser Produktion waren u. a. Peter Bowles, Patricia Hodge, Ernest Clark, Rachel Gurney und Miriam Karlin. In dieser Inszenierung gastierte sie in der Theatersaison 1992/93 auch am Theatre Royal, Bath. In der Spielzeit 1998/99 trat sie dann noch einmal am Theatre Royal, Bath auf, in The Kingfisher von William Douglas-Home.

### Film und Fernsehen
Leach übernahm zahlreiche Film- und Fernsehrollen. Die Internet Movie Database verzeichnet 126 Produktionen unter Mitwirkung von Leach. Ihr Fernsehdebüt gab sie 1962 in zwei Folgen der britischen Fernsehserie Task Force Police (1962–1963).
Beim britischen Fernsehpublikum wurde sie insbesondere durch die Fernsehserie The Power Game bekannt, in der sie von 1965 bis 1969 die Rolle der Susan Wheldon, die Geliebte des „Baulöwen“ John Wilder (Patrick Wymark), spielte. Im Fernsehen war sie in den folgenden Jahren in mehreren Mini-Serien zu sehen, u. a. in Germinal (1970, als Geliebte und Mätresse Maheude), Das Juwel der Krone – Ans andere Ufer (1984, als Tante Fanny, mit Charles Dance und Tim Pigott-Smith als Partnern) und später in der 5-teiligen BBC-Miniserie The Buccaneers (1995), eine Fernsehadaption von Edith Whartons unvollendetem Roman; Leach spielte darin Selina Marable, die Marquise of Brightlingsea. 1978 verkörperte sie Queen Victoria in der 4-teiligen britischen Mini-Serie  Disraeli über das Leben des Staatsmanns Benjamin Disraeli. In der 6-teiligen TV-Miniserie The Charmer (1987) spielte sie, an der Seite von Nigel Havers, die Hauptrolle der Joan Plumleigh-Bruce; sie verkörperte eine wohlhabende Witwe, die sich in einen charmanten jüngeren Mann verliebt, der allerdings lediglich an ihrem Vermögen interessiert ist.
Leach wirkte auch in zahlreichen britischen Fernsehfilmen mit. 1973 verkörperte sie Aldonza/Dulcinea in einer BBC-Production des Don Quijote (unter dem Titel The Adventures of Don Quixote), mit Rex Harrison und Frank Finlay in den Hauptrollen. 1974 war sie neben Sophia Loren und Richard Burton die Mrs. Gaines in dem TV-Film Brief Encounter, einem Remake des britischen Kinoklassikers Begegnung (1945) von David Lean. 1981 spielte sie, an der Seite von Bob Hoskins als Jago, in der BBC-Television-Shakespeare-Produktion von Othello die Rolle der Jago-Gattin Emilia. In dem BBC-Fernsehfilm An Ungentlemanly Act (1992), der die ersten Tage der Besetzung der Falklandinseln im Jahre 1982 schildert, hatte Leach die weibliche Hauptrolle; sie spielte Lady Mavis Hunt, die Frau des damaligen Gouverneurs Sir Rex Hunt. In drei Fernsehproduktionen verkörperte sie außerdem die „Queen“.
2001 übernahm sie eine Hauptrolle in der britischen Krimiserie Inspector Barnaby. Außerdem hatte sie eine wiederkehrende Rolle in der Sitcom My Family (2003–2007); darin war sie Grace, die Mutter der Hauptfigur Susan Harper, die eine Leidenschaft für Alkohol hat, und insbesondere Martinis liebt.
Leach, die hauptsächlich für das Fernsehen arbeitete, war auch in einigen Kinorollen zu sehen. Zu ihren Arbeiten für das Kino gehören u. a. das Filmdrama Trau keinem über 18 (1973, als Mrs. Mary Maclaine), wo sie die Mutter des Sängers David Essex, der die Hauptrolle spielte, war. Ihre bekannteste Kinorolle hatte sie in der Romanverfilmung  Zimmer mit Aussicht (1985); sie spielte Mrs. Honeychurch, die Mutter der weiblichen Heldin Lucy Honeychurch (Helena Bonham Carter).
Für ihre beiden Rollen wurde Leach in den Jahren 1974 bzw. 1987 jeweils für den British Academy Film Award (BAFTA Award) als „Beste Nebendarstellerin“ nominiert.

### Privates
Leach war seit 1981 mit dem britischen Schauspieler Colin Sharkey verheiratet. Sie starb im Oktober 2017 im Alter von 81 Jahren nach kurzer Krankheit in einem Krankenhaus.

## Filmografie (Auswahl)
- 1962–1963: Task Force Police (Z-Cars; Fernsehserie, zwei Folgen)
- 1965: Public Eye (Fernsehserie, eine Folge)
- 1965–1969: The Power Game (Fernsehserie, Serienrolle)
- 1969: Spezialauftrag (Strange Report; Fernsehserie, eine Folge)
- 1970: Germinal (TV-Miniserie)
- 1973: The Adventures of Don Quixote (TV-Film)
- 1973: Trau keinem über 18 (That'll Be the Day; Kinofilm)
- 1973: Ghost in the Noonday Sun (Kinofilm)
- 1974: The Prince of Denmark (Fernsehserie, sechs Folgen)
- 1974: Brief Encounter (TV-Film)
- 1978: Disraeli (TV-Miniserie)
- 1981: Othello (TV-Film)
- 1982: Die Hunde sind los (The Plague Dogs, Zeichentrickfilm, Stimme)
- 1984: Das Juwel der Krone – Ans andere Ufer (The Jewel in the Crown; Fernsehserie, Serienrolle)
- 1985: Zimmer mit Aussicht (Room with a View; Kinofilm)
- 1987: The Charmer (TV-Miniserie)
- 1992: An Ungentlemanly Act (TV-Film)
- 1995: Die Freibeuterinnen (The Buccaneers, TV-Miniserie)
- 2000; 2005: Doctors (Fernsehserie, zwei Folgen)
- 2001: Inspector Barnaby: Destroying Angel (Midsomer Murders; Fernsehserie, eine Folge)
- 2002: Prince William (TV-Film)
- 2004; 2005: Heartbeat (Fernsehserie, zwei Folgen)
- 2003–2007: My Family (Fernsehserie, Serienrolle)
- 2009: Margaret (TV-Film)
- 2011: Das Geheimnis der Geister von Craggyford (The Great Ghost Rescue; Kinofilm)